# Pikodeath
PIKODEATH je česko-německá deathmetalová hudební skupina založená původně jako thrash-death v Liberci roku 1998. Později její tvorba zarhnuje i prvky thrash, grind, death a black metalu. K roku 2025 má kapela na svém kontě celkem čtyři dlouhohrající alba, jedno LP k příležitosti 25 let kapely plus další EP a demo nahrávky.

## Historie

### Prvopočátky kapely (1996–1998)
Prvopočátky kapely sahají až do roku 1996, kdy se dali dohromady Josef „Pepíno“ Vích (kytara), Radek „Bull“ Herrmann (kytara) a Eda Bílkovský (bicí), poté se přidal Petr „Mramor“ Mramornov (baskytara) a Jaroslav Tauchmann (zpěv).
Kapela měla snahu hrát thrash-death metal a první koncert byl v punkovém klubu „U Váchy“.  Záhy opustil kapelu Jaroslav Tauchmann a jeho místo obsadil Jan „Korka“ Kolarovič. Hudební styl se nijak nezměnil a kapela takto odehrála celkem 3 koncerty na Liberecku. Zhruba v polovině roku 1998 opouští kapelu Bull (nyní Header), Mramor i Korka.

### Vznik kapely (od roku 1998)
Tato liberecká kapela vznikla oficiálně roku 1998. Její zakládající členové byly Josef „Pepíno“ Vích (kytara) a Eduard Bílkovský (bicí), Michal „Tazzmann“ Patrný (zpěv) a Petr „Vetchý“ Řeřicha (basa). Kapela Pikodeath hrála ryzí thrash-metal, ale díky Tazzovu murmuru byla již označována spíše za thrash-death.
Roku 2000 odchází Vetchý z kapely a jeho místa se ujímá Filip „Fíla“ Fořt, který přišel původně jako záskok, ale hudba ho zaujala natolik, že se stal stálým členem. V té době již měl za sebou hodně hudebních aktivit (hrál ještě s kapelou Koule), ale zajímal se spíše o bigbítový žánr.

### 2001
Roku 2001 vydali první demo Veselá kopa. Po nahrání dema ale Fíla odešel, protože se chtěl věnovat spíše alternativní hudbě. Po necelých čtyřech měsících shánění postu baskytaristy se novým členem stal Milan Tvrzník. S koncertováním neměl žádné zkušenosti, protože z žádnou kapelou dosud nehrál. Koncem roku kapelu ze dne na den opustil bubeník Eduard Bílkovský – přestal mít chuť koncertovat.
Následovalo krizové období, protože se špatně sháněl bubeník, který by zvládl odehrát deathgrind a vypadalo to, že bude Pikodeath dál fungovat s automatem. Naštěstí se tak nestalo a bubenickou stoličku dočasně obsadil Jan Zrůst, který v minulosti působil mimo jiné v liberecké formaci Krucipüsk, či heavymetalové Nero. Pikodeath začali opět více koncertovat – a to po celých Čechách a Moravě a dostávat se více do undergroundového povědomí.

### 2002–2004
V říjnu 2002 nastoupil Milan na vojnu a postu basáka se ujal dočasně Petr „Mramor“ Mramornov působící v liberecké HC/punkové skupině Wojtyla. Následně přichází do kapely bubeník Martin „Macetazo“ Kocián, který úspěšně odehrál svůj první koncert 25. ledna 2003 a stává se tedy oficiálním členem kapely. V této době se Pikodeath účastnili turné Avalanche Tour po severních Čechách a Moravě, přičemž se na dvou akcích setkali s kolumbijskou kapelou Purulent, které po nešťastné autonehodě a úmrtí kytaristy Daeva věnovali píseň „Columbia“. Pikodeath hráli po boku známějších kapel jako Purgatoty, Krabathor, Hypnos, Vader či Root, a poprvé i v Německu a na Slovensku. Dále nahráli skladbu „Boneyard“ od amerických Impetigo pro tributní CD Tribute to Boneyard.

### 2005–2007
Roku 2005 Tazzmann i Macetazo opustili kapelu, pro kterou tak nastalo krizové období. Macetazo odešel do hardcorových Lewisit a Act of God a Tazzman svou hudební kariéru ukončil. V roce 2006 se po dlouhé době hledání a experimentování usídlili v Pikodeath zpěvák Martin „Dinosaurus“ Zajíc a bubeník Míra Habětínek.

### 2008–2015
Kapela nahrála album Nasurowo a následovala řada koncertů v Německu, Rakousku, Slovensku i v Čechách. Po dlouhých personálních neshodách v roce 2010 odešel z kapely zpěvák Dinosaurus i bubeník Míra. Na místo bubeníka přišel Hektor (léta působil v mladoboleslavských Return to Innocence) a zpěv dočasně zastoupil Kuba Wagner. Tato sestava se ale na začátku roku 2011 rozpadla, neboť Kuba a Hektor kapelu opustili. Na místo bubeníka se zpět vrací Macetazo a zpěvák Kwardis. Kwardis bohužel v létě 2011 oznámil z časových důvodů svůj odchod. Kapela tedy sháněla zpěváka, přičemž zatím roli zpěváka zastával Pepíno. V listopadu 2011 přichází do kapely zpěvák Loppi, bývalý člen Carpe Noctum. Milanovi došly síly a kapelu rokem 2012 opustil. Půl roku kapela sháněla baskytaristu a během té doby hrála ve třech. Na podzim přišel do kapely baskytarista Lu-ci, který byl rovněž člen kapely Carpe Noctum. Kapela se stává česko-německou a v této sestavě nahráli Pikodeath ve studiu Davos další studiové album Tief in Dir.

### 2016–2024

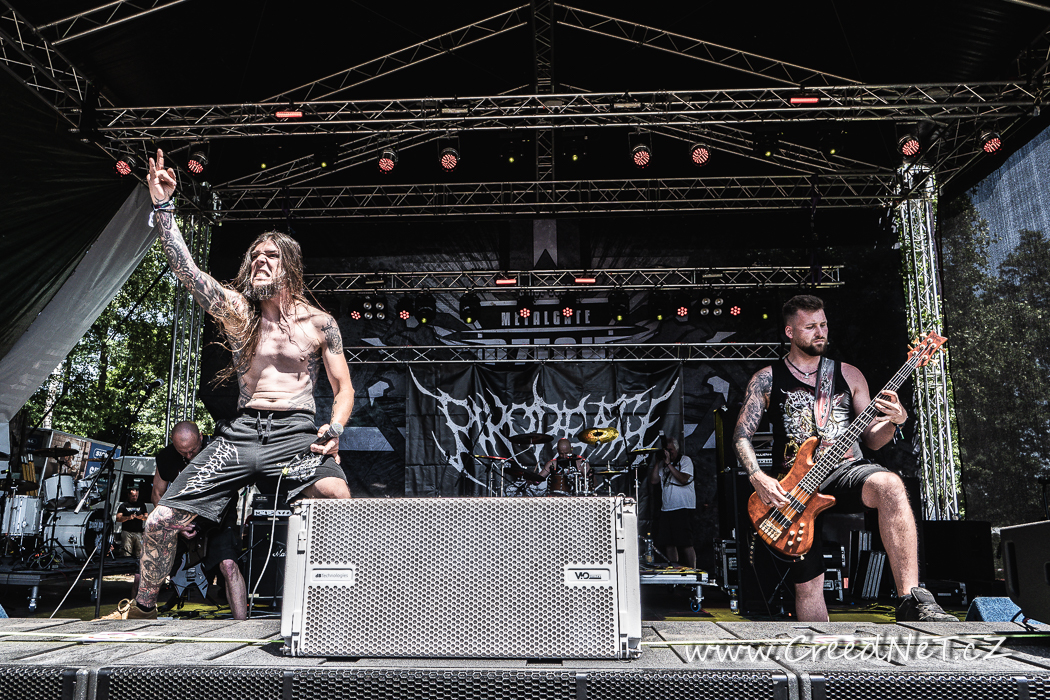
PIKODEATH Czech Death Fest (2022)

Lu-ci opoustil kapelu a vystřídal ho Michal „FiDo“ Filip. Kapela v této současné podobě nahrála svůj první oficiální videoklip ke skladbě Time to Die a na podzim roku 2017, opět ve studiu Davos, další studiové album s názvem Insane. Po předvánočním křtu v libereckém klubu Bunkr se vydala na turné po Česku a Německu. V roce 2019 se poprvé objevila na festivalu Czech Death Fest v Červeném Kostelci.
V červnu 2021 vychází Tribute to V.A.R. – Variatorum. Na počest kapely V.A.R. přispěli Pikodeath svým singlem Gegen visionen v původním znění Proti vizím společně s kapelami jako Tortharry, Big Boss nebo Pačess. Objevil se nový videoklip „My Four Walls“ z alba Tief in Dir věnovaný zpěvákovi Loppimu k 11. výročí na postu frontmana a na konci září 2022 kapela opět ve studiu Davos nahrála své 4. studiové album směřované více do death a black metalu. Album s názvem Killed by silence bylo oficiálně vydáno 1. května 2023 a první výroční LP stejného názvu k 25. výročí kapely vydáno a pokřtěno 30. prosince v Liberci v unikátní sérii 250 ks.  

### 2025–současnost
V dubnu 2025 kapela vydává své první sběratelské demo "Veselá Kopa" na MC kazetách přes vydavatelství Dead Maggoty Productions. Na jedné straně je celé demo plus dvě bonusové skladby, na straně druhé pak záznam z živého vystoupení Live in Death A.D. v roce 2004. Následují další koncerty po česku a německu, poprvé také na festivalu Obscene Extreme v Trutnově.   

## Sestava
- Thomas „Loppi“ Loppnow – zpěv (2011–současnos
- Josef  „Pepíno“ Vích – kytara, zpěv (1996–současnost)
- Martin „Macetazo“ Kocián – bicí (2003–2005, 2011–současnost)
- Michal „FiDo“ Filip – baskytara (2016–současnost)

## Dřívější členové kapely

### Zpěv
- Jaroslav Tauchmann (1996–1997)
- Jan „Korka“ Kolarovič (1997–1998)
- Michal „Tazzmann“ Patrný (1998–2005)
- Martin „Dinosaurus“ Zajíc (2006–2010)
- Jakub Wagner (2010–2011)
- Lukáš „Kwardis“ Kvarda (2011)

### Kytara
Radek „Bull“ Herrmann (1996–1998)

### Baskytara
- Petr „Mramor“ Mramornov  (1996–1998)
- Petr „Vetchý“ Řeřicha (1998–2000)
- Filip „Fíla“ Fořt (2000–2001)
- Milan Tvrzník (2001–2002)
- Petr „Mramor“ Mramornov (2002–2004)
- Milan Tvrzník (2004–2012)
- Lu-ci (2012–2016)

### Bicí
- Eduard Bílkovský (1996–2001)
- Jan Zrůst (2002)
- Martin „Macetazo“ Kocián (2003–2005)
- Míra Hrabětínek (2006–2010)
- Hektor (2010–2011)

## Diskografie

#### Split nahrávky
- Boneyard – Impetigo – Tribute to Boneyard (2006)
- Gegen vizionen – Tribute to V.A.R. – Variatorum (2021)

#### Dema
- Veselá kopa (2001)

#### Studiová alba
- Nasurowo (2008)
- Tief in Dir (2014)
- Insane (2017)
- Killed by silence (2023)

#### LP
- Killed by silence (2023)

#### Videoklipy
- „Time to Die“ (2017)
- „My four walls“ (2022)